# Lincoln's New Salem
Il Lincoln's New Salem State Historic Site è una ricostruzione dell'ex villaggio di New Salem nella Contea di Menard (Illinois), dove Abraham Lincoln visse dal 1831 al 1837.
Verso i vent'anni il futuro Presidente degli Stati Uniti d'America si guadagnò da vivere in questo sperduto borgo di frontiera in qualità di barcaiolo prima e di soldato nella guerra di Falco Nero poi, oltre che come proprietario di un grande magazzino, postino, geometra e spaccalegna: qui fu eletto per la prima volta all'Assemblea generale dell'Illinois.
Lincoln lasciò New Salem per Springfield (Illinois) nel 1837 ed il villaggio venne generalmente abbandonato intorno al 1840, mentre altre città si stavano contemporaneamente sviluppavano. Negli anni 1930 il "Civilian Conservation Corps" produsse una ricostruzione storica di New Salem sulla base delle sue basi originali, stabilendo un parco statale che commemorava la storia di frontiera di Lincoln e dell'Illinois. Il villaggio si trova a 24 km a Nord-ovest di Springfield e a circa 4,8 km a Sud di Petersburg (Illinois).